# Tân Đồng (xã)
Tân Đồng là một xã thuộc huyện Trấn Yên, tỉnh Yên Bái, Việt Nam.

## Địa lý
Xã Tân Đồng nằm ở vùng thượng huyện Trấn Yên, cách trung tâm huyện Trấn Yên 17 km, có vị trí địa lý: 
- Phía đông giáp huyện Yên Bình
- Phía tây giáp huyện Văn Yên
- Phía nam giáp xã Báo Đáp và xã Thành Thịnh
- Phía bắc giáp huyện Văn Yên và huyện Yên Bình.

Xã Tân Đồng có diện tích 27,75 km², dân số năm 2019 là 3.877 người, mật độ dân số đạt 140 người/km².

## Hành chính
Xã Tân Đồng được chia thành 8 thôn: 2, 3, 4, Khe Đát, Làng Đồng, Khe Loóng, Phúc Lương, Sài Lương.